# Abtsbessingen
Abtsbessingen település Németországban, azon belül Türingiában. Lakosainak száma 486 fő (2023. december 31.).

## Népesség
A település népességének változása:
| Lakosok száma | 468  | 463  | 478  | 488  | 486  |
|               | 2017 | 2019 | 2021 | 2022 | 2023 |